# Frank Worsley
Frank Arthur Worsley (Akaroa, 22 febbraio 1872 – Elmbridge, 1º febbraio 1943) è stato un esploratore e navigatore neozelandese.

## Biografia
Dopo essersi arruolato nella Royal Navy e aver servito nel Pacifico, si unì alla spedizione Endurance come capitano dell'Endurance sotto il comando di Ernest Henry Shackleton. Dopo il naufragio della nave venne scelto da Shackleton per navigare a bordo della James Caird tra l'isola Elephant e la Georgia del Sud per cercare aiuto.
In questa difficile missione Worsley aveva il compito di verificare la rotta nel mare in tempesta con il solo aiuto di un sestante e di un cronometro. Una volta arrivati nella Georgia del Sud, Shackleton, Worsley e l'ufficiale Tom Crean attraversarono a piedi l'isola per raggiungere la stazione baleniera di Stromness e organizzare i soccorsi per l'equipaggio, rimasto all'isola Elephant. Tornato in Inghilterra in piena prima guerra mondiale, venne impiegato dal 1916 al 1919 dalla Royal Navy a bordo di una Q-ship per dar la caccia agli U-Boot tedeschi.
Dal 1921 al 1922 partecipò alla spedizione Quest, interrotta bruscamente dalla morte di Shackleton. Quattro anni dopo si unì a una spedizione in Artide e nel 1935 sbarcò sull'isola del Cocco alla ricerca di un tesoro dei pirati, ma fu fermato dalle autorità costaricane. Nel 1939, allo scoppio della seconda guerra mondiale, collaborò con la Croce Rossa in Francia e poi in Norvegia prima di tornare nella Royal Navy. Frank Arthur Worsley era un forte fumatore di pipa e morì di cancro dei polmoni nel febbraio 1943, pochi giorni dopo la diagnosi.

## Opere
- (EN) Frank Worsley, Endurance An Epic Of Polar Adventure, New York, WW Norton, maggio 1999, ISBN 0-393-04684-2.
- (EN) Frank Worsley, Shackleton's Boat Journey, New York, WW Norton, agosto 1998, ISBN 0-393-31864-8.
- (EN) Frank Worsley, First voyage in a square-rigged ship, New York, G.Bles, 1938, ASIN B0006AOIC0.